# Сассафрас беловатый
Сассафрас беловатый, или лекарственный (лат. Sassafras albidum) — вид листопадных деревьев рода Сассафрас семейства Лавровые, произрастающий в Северной Америке.

## Распространение
Сассафрас беловатый произрастает в восточной части Северной Америки, от юга штатов Мэн и Онтарио на запад до Айовы, и на юг до центральной Флориды и восточного Техаса. Встречается в лиственных лесах на высоте до 1500 м над уровня моря. Ранее встречался в южной части штата Висконсин, но был искоренен.

## Ботаническое описание

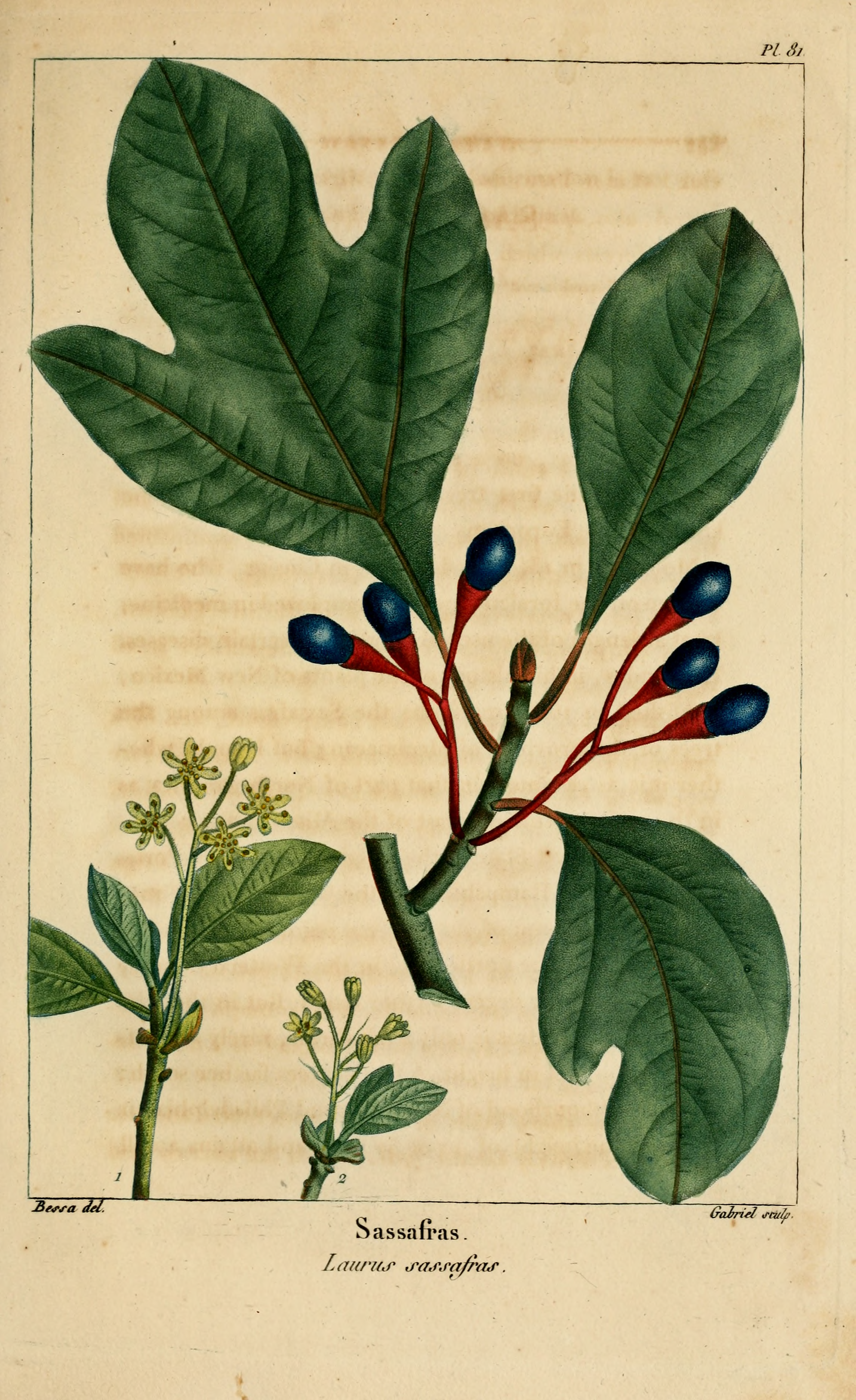
Ботаническая иллюстрация из книги Франсуа Мишо The North American Sylva, 1819

Листопадное дерево среднего размера, достигающие 15—25 м в высоту при диаметре ствола до 60 см. Крона имеет симподиальное ветвление.
Кора на стволах зрелых деревьев толстая, тёмного красно-коричневого цвета, покрытая глубокими бороздками. Молодые побеги яркого жёлто-зелёного цвета с корой, покрытой слизью, со временем становятся красновато-коричневыми, а через два-три года начинают появляться мелкие бороздки.
Листья очередные, от зелёного до жёлто-зелёного цвета, яйцевидные или обратнояйцевидные, 10—16 см в длину и 5—10 см в ширину, с короткими, тонкими, слегка рифлеными черешками. Они бывают трех различных форм, каждая из которых может находиться на одной ветке; листья с тремя лопастями, нелопастные эллиптические листья и листья с двумя лопастями; в редких случаях может быть больше трёх лопастей. Осенью листья приобретают жёлто-красный цвет.
Ранней весной незадолго до появления листьев в рыхлых, свисающих, малоцветковых кистевидных соцветиях, длиной до 5 см, образуются цветки; они жёлтого или зеленовато-жёлтого цвета, с пятью или шестью листочками околоцветника. Они, как правило, двудомные, мужские и женские цветки растут на разных деревьях; мужские цветки с девятью тычинками, женские цветки с шестью стаминодиями (недоразвитыми тычинками) и верхней завязью. Опыляются насекомыми.
Плоды представляют собой тёмные сине-чёрные костянки, длиной до 1 см, содержат одно семя, располагаются на красных мясистых булавовидных цветоножках, длиной 2 см; созревают в конце лета, семена рассеиваются птицами. Семядоли толстые и мясистые.
Корни толстые и мясистые, часто производят корневые ростки, которые могут перерасти в новые деревья.
Все части растения душистые и пряные.

## Применение

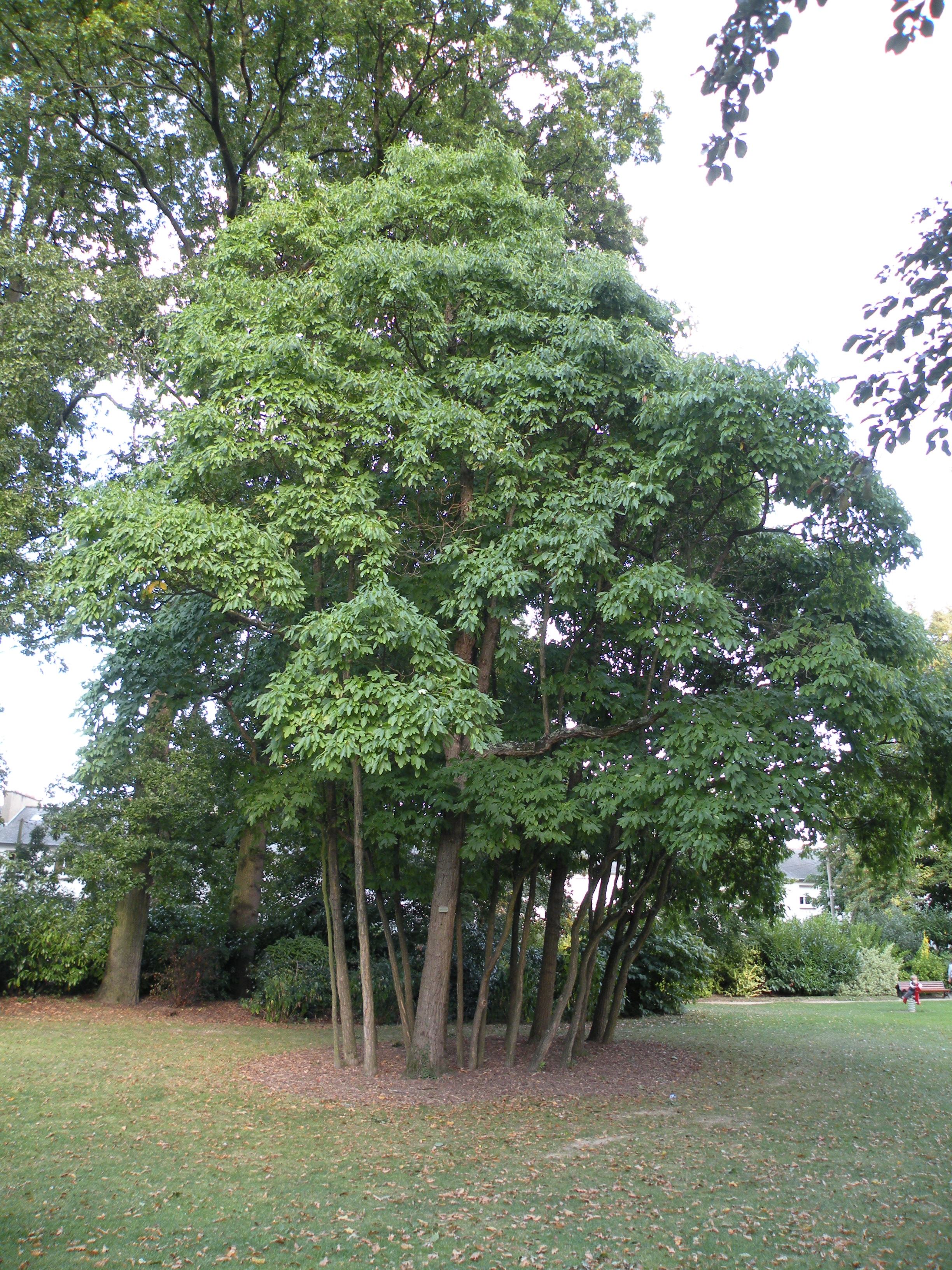
Внешний вид растения (Парк Обертюр, Ренн, Франция)

Сассафрас беловатый может использоваться в качестве декоративного растения для украшения садов, парков и улиц. Прежде всего он интересен листвой необычной формы, имеющей яркую осеннюю окраску. Цветение, происходящее до распускания листьев, также достаточно примечательно. Весьма декоративны и тёмно-синие плоды на ярко-красных ножках, выделяющиеся на фоне зелёной летней листвы. Морозостойкость сассафраса очень близка к таковой у произрастающего в тех же местах лириодендрона тюльпанового и соответствует 5(4) зоне USDA (примерно до -30(-35)°C). Соответственно, это дерево вполне может выращиваться в западных, юго-западных и южных областях Европейской части России (включая Кавказ), а также в юго-восточных областях Дальнего Востока.
Молодые листья и побеги сассафраса съедобны и используются как пряность. Их можно добавлять в супы и другие блюда так же, как лавровый лист. Помимо этого в качестве приправы могут использоваться корни и плоды. Кора корней, листья и цветки используется также для приготовления тонизирующего чая. Однако не следует употреблять продукты с добавлением сассафраса (особенно его корней) часто и в больших количествах, поскольку в них в том или ином количестве содержится сафрол, негативно воздействующий на печень и почки человека и обладающий небольшой канцерогенной активностью.
Сассафрас беловатый является также и лекарственным растением. Кора и сердцевина корней и листья имеют многочисленные медицинские применения, связанные с восстанавливающими, болеутоляющими, антисептическими, ароматическими, ветрогонными, потогонными, мочегонными, стимулирующими и сосудорасширяющими свойствами содержащихся в них веществ.
Древесина сассафраса лёгкая (плотность 500 кг/м³) и мягкая, схожая в наибольшей степени по своим механическим параметрам с древесиной съедобного каштана и ивы (но в два раза превосходит последнюю по прочности на сжатие). Имеет светло-коричневый цвет, иногда с рыжеватым или оливковым оттенком. Источает отчётливый пряный аромат. Обладает высокой устойчивостью к гниению. В силу своих свойств применяется в изготовлении лодок, столбов для заборов, также используется в качестве хозяйственных пиломатериалов и при изготовлении мебели. В промышленных масштабах древесина сассафраса не добывается, поскольку обычно деревья сассафраса слишком малы, чтобы представлять интерес для лесозаготовки.

## Изображения
|  |  |  |  |

|  |  |  |  |